# Òlbia Pòntica
Òlbia Pòntica (grec antic: Ολβία Ποντική, llatí: Olbia Pontica) o, simplement, Òlbia (grec antic: Ὀλβία, llatí: Olbia; ucraïnès: Ольвія) fou una colònia grega de la regió d'Escítia situada a la costa del Pont Euxí. Les seves restes es troben a l'espai natural de Sto Mohyl (Сто Могил, '100 tombes'), al municipi de Parutyne (Парутине), a uns 20 km de Mikolaiv, a l'óblast homònima (Ucraïna). En aquesta ciutat hi varen néixer Bió de Borístenes, un filòsof cínic, i Esfer, un estoic deixeble de Zenó de Cítion.
La ciutat fou fundada per colons de Milet cap al segle vii aC en un indret situat a la desembocadura de l'Hípanis, just davant la desembocadura del mateix Borístenes (al líman del Dnièper-Buh), on habitaven els boristenites, els cal·lípides i els halizons. Sembla que la ciutat fou fundada en dues onades, una primera cap al 590 aC i una segona cap al 560 aC. Primer fou anomenada Borístenes, pel nom del riu, i posteriorment rebé el nom d'Òlbia (per bé que, segons Plini el Vell, originàriament fou Olbiòpolis). Les fonts, però, no són clares, i tot i la inseguretat sembla que es pot concloure que, després d'una sentència de l'oracle d'Apol·lo de Dídima, fou reanomenada altra vegada Borístenes, nom que no degué ser més que cerimonial a la ciutat, però que quallà a la Grècia metropolitana. D'altra banda, part de les dificultats interpretatives de la dualitat Borístenes-Òlbia provenen del fet que el jaciment arqueològic de l'illa de Berezan, a escassos 40 km d'Òlbia però d'importància minvant a partir que Òlbia començà a créixer, aparentment també fou anomenat Borístenes.

Òlbia i les altres colònies gregues a la costa septentrional del mar Negre

Va ser objecte de visita per part d'Heròdot, qui testimonia que, al segle v aC, la ciutat estava normalment subjecta a prínceps escites, amb un govern intern modelat sobre les institucions jòniques. El segle iv aC fou assetjada per Zopirió, general d'Alexandre, que no va aconseguir captural, però va provocar l'alliberament dels esclaus de la ciutat per evitar que s'amotinassin. Una inscripció datada vers el 218/201 aC esmenta els gàlates i esciris com els pitjors enemics de la ciutat. A començament del segle i aC fou annexada al regne de Mitridates VI del Pont, i el 58 aC, Burebista, rei dels getes, va assetjar i finalment destruir l'antiga colònia grega. La ciutat fou reconstruïda, i Antoní Pius va ajudar la ciutat contra els tauroscites, després d'annexar-la a la província de la Mèsia Inferior i entrar en un període de recuperació. Tot i així, va patir l'atac dels gots entorn de l'any 250 i ja no es va refer: fou abandonada cap al final del segle iv.